# Jacob Denner (Instrumentenbauer)
Jacob Denner (* 1681; † 1735) ist der Sohn und Nachfolger des schon zu seinen Lebzeiten hoch geschätzten Nürnberger Holzblasinstrumentenmachers Johann Christoph Denner.
Bei Jacob Denner verschiebt sich das handwerkliche Gewicht auf dem Flötensektor hin zur Querflöte. Zunächst hat Jacob bei seinen frühen Querflöten noch die dreiteilige französische Form gebaut (siehe z. B. die Elfenbeinflöte von ihm im Germanischen Nationalmuseum Nürnberg), später aber das lange Mittelstück geteilt. Damit konnte er als einer der Ersten in Deutschland seinen Kunden Wechselstücke anbieten, die es ermöglichten, sich mit einer Flöte verschiedenen Stimmtonhöhen anzupassen. Diese Erfindung hat er wahrscheinlich von der Pariser Instrumentenbauerfirma Naust übernommen. Die Flöten sind noch viel weiter gebohrt als die bekannten Grenser-Instrumente und ihre Nachbauten sind etwa für die Flötenmusik Johann Sebastian Bachs (1685–1750) authentisch.
Jacob Denner hat aber auch Blockflöten gebaut, die in verschiedenen Museen stehen bzw. sich in Privatbesitz finden und z. T. in größeren Serien nachgebaut werden. Die Altblockflöte aus dem Musikhistorisk Museum zu Kopenhagen gilt als das beste erhaltene Instrument Denners.
Wie sein Vater war auch Jacob Denner über die Landesgrenzen hinweg bekannt für die ganz außergewöhnliche Qualität seiner Instrumente. Dies hat ihm auch geholfen, in Nürnberg ganz gegen die strengen Regeln des Rugsamtes ohne Wanderjahre und Meisterprüfung als außerordentlicher Meister zugelassen zu werden. Da Nürnberg in der Mitte des alten Europas lag, waren Wien und Amsterdam über Handelsstraßen und Wasserwege gleichermaßen gut erreichbar. Heute deutet in Nürnberg nur noch wenig auf den einstmals blühenden Musikinstrumentenbau hin.
Ein etwas seltsames Instrument aus Jacob Denners Werkstatt ist die Spätform eines Pommers. Es handelt sich dabei wohl eher um eine vereinfachte Oboe mit einer Stürze anstelle des Schallbechers. Es wurde wohl eher aus Gründen der Lautstärke oder Klangfarbe als aus historischem Interesse konzipiert.

## Denner-Traversflöte
Im Spätherbst 1991 fand man in der Nähe von Nürnberg in einem zum Abriss bestimmten alten Haus auf dem Dachboden einen auffälligen, offensichtlich einst kostbaren Holzkasten. Er enthielt eine Flöte, die darin offenbar die letzten zweihundert Jahre unberührt gelegen hatte.
Die Flöte ist aus Buchsbaum gearbeitet, der mit Salpetersäure ursprünglich fast schwarz gebeizt war. Alle Teile tragen Jacob Denners Stempel: ein geschwungenes Banner mit dem Namenszug »I Denner« darin und darunter einen Tannenbaum mit den Buchstaben »I« und »D« links und rechts des Stammes. Keine andere Querflöte Jacob Denners ist mit so vielen Mittelstücken erhalten, von keiner anderen kennen wir ein Mittelstück, das sie zur flûte d’amour macht.
Die unterschiedlichen Verfärbungen der dunkel gebeizten Mittelstücke lassen erkennen, dass die Flöte im 18. Jahrhundert fast ausschließlich mit dem kürzesten Mittelstück gespielt worden ist, also in einer Stimmtonhöhe von ca. a' = 422 Hz.
Die Flöte ist spielbar; sie hat einen ein ungewöhnlich vollen und üppigen, dunklen und farbenreichen Ton.
Nach Meinung von Fachleuten handelt es sich um die am besten und vollständigsten erhaltene Flöte des frühen 18. Jahrhunderts überhaupt.
Der Stiftung Kunst und Kultur des Landes Nordrhein-Westfalen gelang es, das Instrument zu kaufen. Es steht der Musikforschung zur Verfügung und wird für Konzerte und Aufnahmen genutzt.
Die Denner-Traversflöte spielt in Ralf Isaus Roman Die Dunklen eine Rolle.